# Лісний (Ядринський район)
Лісни́й (рос. Лесной, чув. Вăрманкасси) — селище у Чувашії Російської Федерації, у складі Іваньковського сільського поселення Ядринського району.
Населення — 15 осіб (2010; 37 в 2002, 17 в 1979, 34 в 1939). У національному розрізі у селищі мешкають чуваші та росіяни.

## Історія
Селище утворено 31 жовтня 1963 року на місці колишньої дільниці № 2 конезаводу.